# Wojciech Olejniczak

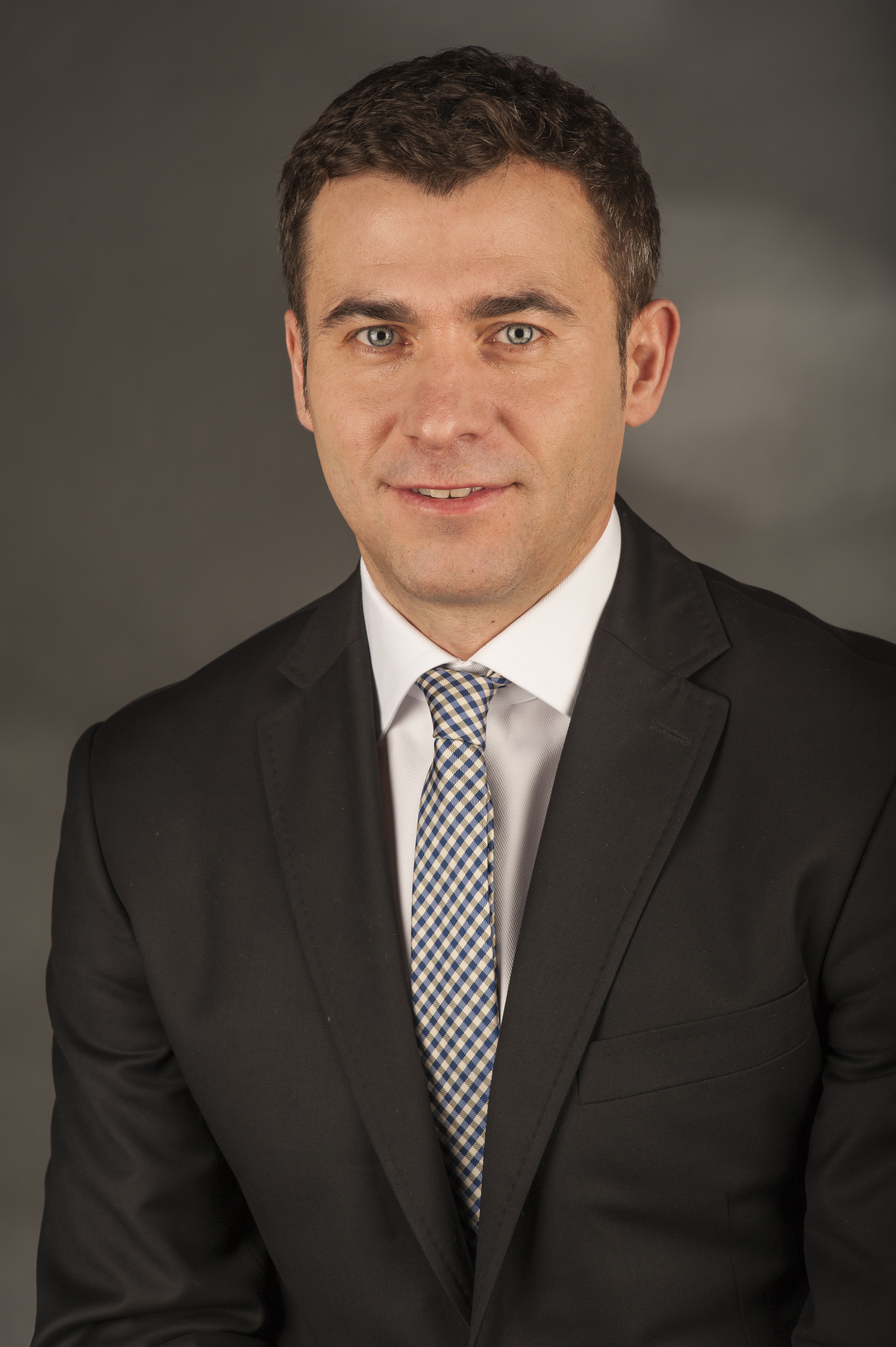
Wojciech Olejniczak (2014)

Wojciech Michał Olejniczak (* 10. April 1974 in Łowicz) ist ein polnischer Politiker und Wirtschaftswissenschaftler.

## Leben
Der studierte Ingenieur und Ökonom promovierte an der Warschauer Landwirtschaftsuniversität in Wirtschaftswissenschaft zu den Ökologischen, wirtschaftlichen und gesellschaftlichen Bedingungen der Bewaldung in Polen. 2001 wurde Olejniczak  für den Bund der Demokratischen Linken (SLD) erstmals ins polnische Parlament, den Sejm, gewählt. Gleichzeitig war er 2003 bis 2005 Minister für Landwirtschaft und ländliche Entwicklung in den Kabinetten von Leszek Miller und Marek Belka.
Als erster Politiker, der nicht zuvor der Polnischen Vereinigten Arbeiterpartei (PZPR) angehört hatte, wurde er 2005 zum Vorsitzenden des SLD gewählt. Bis einschließlich 2007 war er bis zur Selbstauflösung des Sejm dessen Vizemarschall. Obwohl er 2008 Fraktionsvorsitzender seiner Partei wurde, unterlag er kurz darauf bei der Neuwahl des Parteivorsitzenden des SLD überraschend Grzegorz Napieralski.
Bei der Europawahl 2009 wurde Olejniczak ins Europäische Parlament gewählt. Damit endete seine Mitgliedschaft im Sejm. 2014 schied er auch aus dem Europäischen Parlament aus.
Nach Ablösung der PiS-Regierung Morawiecki im Gefolge der Parlamentswahl vom Herbst 2023 und der Bildung des Kabinetts Tusk III Ende 2023 wurden zahlreiche Vorstandsposten bei (teil-)staatlichen Unternehmen, Medien und öffentlichen Institutionen Polens neu besetzt. Der Ex-Politiker Olejniczak wurde stellvertretender Vorstandsvorsitzender des Versicherungskonzerns PZU. Ende November 2024 wurde er durch die Antikorruptionseinheit CBA verhaftet. Kurz darauf erklärte ein Sprecher des Konzerns, dass die Festnahme durch das CBA nicht mit seiner Tätigkeit für PZU zusammenhinge. Zugleich waren fünf weitere Verdächtige festgesetzt worden. Es geht um Handlungen Olejniczaks als Abteilungsleiter bei der Agro Alior Bank. Obwohl das Gericht eine Inhaftierung ablehnte, ging es von hoher Schuldwahrscheinlichkeit aus. Die an der Koalition beteiligte Linke wies darauf hin, dass Olejniczak seit Jahren nicht mehr Mitglied der umfirmierten Partei sei. Im Frühjahr 2025 trat der Vorwurf hinzu, Olejniczak habe das Besetzungsverfahren für einen Vorstandsposten bei PZU manipuliert.
Olejniczak ist verheiratet und hat zwei Kinder.